# Stängselboda
Stängselboda är från 2023 en av SCB avgränsad småort i Vallentuna kommun belägen norr om Vallentuna.